# Bulbophyllum weberi
Bulbophyllum weberi är en orkidéart som beskrevs av Oakes Ames. Bulbophyllum weberi ingår i släktet Bulbophyllum och familjen orkidéer. Inga underarter finns listade i Catalogue of Life.